# José Antonio Ibáñez-Martín
José Antonio Ibáñez-Martín Mellado (Madrid, 1940) es un filósofo español. Catedrático emérito de Filosofía de la educación en la Universidad Complutense de Madrid (2010) y catedrático emérito de la Universidad Internacional de La Rioja (UNIR) (2021).
Está considerado el iniciador en España de la filosofía analítica aplicada al ámbito de la educación y uno de los mayores exponentes del humanismo en la educación dentro del ámbito nacional.

## Biografía
Hijo de María de los Ángeles Mellado y Pérez de Meca, I condesa (pontificia) de Marín (1909-2004), y José Ibáñez Martín (1896-1969), Ministro de Educación Nacional y fundador y primer Presidente del Consejo Superior de Investigaciones Científicas, entre otros altos cargos institucionales y políticos. Cursó sus estudios de primaria y secundaria en el «Instituto de Selección Escolar». Tras licenciarse en Filosofía, ganó una cátedra de instituto de Filosofía y dirigió un Colegio Mayor, hasta que en 1968 decidió iniciar una carrera académica universitaria, bajo la orientación de Antonio Millán-Puelles. En la Universidad Complutense de Madrid, donde defendió su tesis doctoral, desarrolló su carrera docente, desde profesor ayudante en 1968 hasta catedrático de Universidad en 1980.

### Iniciativas en el ámbito académico
Sin dejar su trabajo en la Universidad Complutense de Madrid, y siendo todavía muy joven, se encargó de la puesta en marcha de los Departamentos de Filosofía y de Educación, en los inicios de la Universidad Nacional de Educación a Distancia, en 1973, que supuso el comienzo en España de una experiencia nueva en la institución universitaria.
Años más tarde, en 1981, creó y dirigió el primer Departamento de Filosofía de la Educación en la Universidad Complutense de Madrid, tras ganar las oposiciones a cátedra de esa materia donde organizó una extraordinaria biblioteca.
A lo largo de su carrera académica promovió la introducción de varias materias en los planes de estudio, como Ética de la Educación, Educación Cívica, Política de la Educación, e introdujo el estudio de nuevos temas de investigación, como el sentido crítico, los riesgos del adoctrinamiento y de la manipulación en la acción educativa, la función de las convicciones pedagógicas, la tolerancia en la educación, el pluralismo, la formación humanística o las raíces morales de la acción educativa, entre otras.
En el 2003 inició y dirigió un título propio de la Universidad Complutense de Madrid sobre Educación moral y Educación cívica, que tuvo una especial aceptación en Iberoamérica, hasta que diversas circunstancias políticas y económicas obligaron a darle fin.
Ha organizado y presidido más de quince reuniones científicas internacionales, una de ellas en San Francisco, a las que han acudido como conferenciantes más de treinta destacados profesores extranjeros, celebrándose la más reciente -el X Congreso Internacional de Filosofía de la Educación- en Barcelona, en septiembre de 2023, donde participaron David Hansen y Amanda Fulford, entre otros. Por otra parte, ha intervenido en numerosos congresos nacionales y extranjeros como ponente invitado.
En varias ocasiones ha formado parte de la Junta de la Facultad y del Claustro de la Universidad Complutense, donde también ha sido Vicedecano de la Facultad de Filosofía y Ciencias de la Educación, además de Director del Departamento de Teoría e Historia de la Educación.
Ha formado parte de numerosas sociedades científicas nacionales e internacionales, en los ámbitos de la filosofía y de la pedagogía. Es el único Fellow español de la Philosophy of Education Society de Estados Unidos. También ha sido miembro del Consejo Nacional de Educación y, años más tarde, del Consejo Escolar de Madrid.
Tras ser nombrado Emérito de la Universidad Complutense de Madrid, fue contratado como Vicerrector de la Universidad Internacional de La Rioja, donde consiguió la aprobación final de su primer programa de doctorado adecuado a las más reciente normativa legal. Más adelante, creó el Máster de Educación del Carácter y Educación Emocional, primero en España, que ha tenido un gran éxito también en Sudamérica. Cesó en la UNIR en el 2023. 

### Presencia en el ámbito extra-académico
En el mundo extra-académico destaca su labor en las revistas científicas, principalmente en la dirección de la Revista Española de Pedagogía, donde sucedió a Víctor García Hoz en 1982, y que ha desempeñado hasta el 2023, habiendo conseguido convertirla en un referente internacional, que se encuentra en las mejores bases de datos del mundo. También ha formado parte, en diversos momentos, del Comité Editorial de Bordón (España), Educación XX1 (Madrid), Educational Review (Reino Unido), Jahrbuch für Bildungs- und Erziehung Philosophie (Alemania), Westminster Studies of Education (Reino Unido), Tiempo de Educar (México), Papers de Teoría de l´Educació (España), Edetania (España) y Education, Sciences and Society (Italia).

### Preocupación por impulsar vocaciones a la docencia universitaria
Otra de sus preocupaciones ha sido dirigir hacia la docencia universitaria a numerosos alumnos, siempre con expedientes académicos brillantes, independientemente de la posición ideológica que mantuvieran. Entre todos ellos cabe señalar a su primer discípulo, José Manuel Esteve Zarazaga, catedrático de Teoría de la Educación de la Universidad de Málaga hoy fallecido, que fue el primer Catedrático español de Pedagogía que recibió un doctorado honoris causa por una universidad española, y con el que le unía una gran amistad. Esteve, en su discurso de aceptación del doctorado en la Universidad de Oviedo (2009) le dedicó las siguientes palabras:
«…de él aprendí la necesidad de la exigencia personal, del trabajo ordenado y meticuloso, la importancia de dominar otros idiomas para participar en el intercambio científico, y esa tendencia, a la que él llama talante metafísico, que nos incita a no detenernos en las apariencias para intentar llegar a explicaciones cada vez más sólidas en nuestros intentos por hacer inteligible la realidad».

## Pensamiento
Quizá cabría distinguir dos etapas en su actividad intelectual, una más centrada en Europa y otra en Estados Unidos.

### Etapa europea. Introducción en España de la Filosofía Analítica
Esta primera etapa, Ibáñez-Martín profundizó en los grandes autores europeos, como Jacques Maritain, Antonio Millán-Puelles, C. S. Lewis, Josef Pieper, Olivier Reboul o Georges Gusdorf. También entró en contacto con el movimiento de la filosofía analítica aplicada a la educación, que lideraba Richards Peters. Peters cambió en Europa el horizonte de la filosofía de la educación, aportando una nueva visión más sobria que ponía el énfasis en la claridad conceptual, en la producción de argumentos y en la cercanía con la realidad educativa. Esos principios fueron aceptados y presentados en España por el profesor Ibáñez-Martín. Dentro de esta época podemos señalar sus trabajos sobre el concepto de educación y sus diferencias con el adoctrinamiento y la manipulación, la función del auténtico sentido crítico en la formación de la persona, el concepto de estilo y su aplicación a la acción docente y a la acción directiva, la diferencia entre autoridad y autoritarismo, la perspectiva filosófica de la idea de calidad de la educación o el lugar de la filosofía de la educación en la formación del profesorado.

### Etapa americana. Sentido del quehacer educativo
Con el trascurrir del tiempo, Ibáñez-Martín centra su atención en Estados Unidos, donde pasa diversas temporadas en universidades de la costa este y oeste. La experiencia americana le hace consolidar su idea de que la filosofía de la educación no podía ser mera erudición ni limitarse al estudio de cuestiones de interés exclusivamente académico sino que había de acercarse a la investigación de los asuntos realmente significativos para quien desea encontrar el sentido de su quehacer educativo, superando la mera socialización en la ideología dominante y la ingeniería social al servicio de los intereses de los grupos políticos mayoritarios.
En Estados Unidos trata con profesores de características muy variadas, como Elliot W. Eisner, judío, Catedrático de Educación y Arte en Stanford University; Charlie Glenn, pastor protestante, Catedrático de Boston University; John Coons, católico, Catedrático de Derecho Civil de Berkeley University y Kevin Ryan, también católico, Catedrático de Boston University, entre otros. Igualmente son para él de gran interés los trabajos de Alan Tom, de Wayne Booth, de Max Van Manen y David T. Hansen, que ofrecen una visión de la enseñanza como práctica, en la que se subraya su dimensión moral, en un nuevo planteamiento vocacional, así como las obras de varias mujeres también de perspectivas ideológicas diversas, como Jane Roland Martin, Nel Noddings, Dianne Ravitch y Mary A. Glendon, o las de investigadores sobre la formación del profesorado como Ken M. Zeichner y Lee Shulman.
Esa variedad de relaciones y de estudio le condujo a nuevos campos de saber y, sobre todo, a insistir en que la formación del profesor debía sumar al conocimiento de todos aquellos descubrimientos científicos que proporcionen mayor eficacia a su trabajo, el otro descubrimiento de que la educación es una práctica iluminada por unos valores y una imagen antropológica de la plenitud del ser humano. No se trata simplemente de transmitir teóricamente tal imagen, y menos aún de imponerla a las jóvenes generaciones, sino, primeramente, hacerla operativa en la propia existencia del profesor, como el medio más adecuado de conseguir que los jóvenes, que son sujetos de su propia existencia, descubran la posibilidad de comprometerse personalmente con ella.

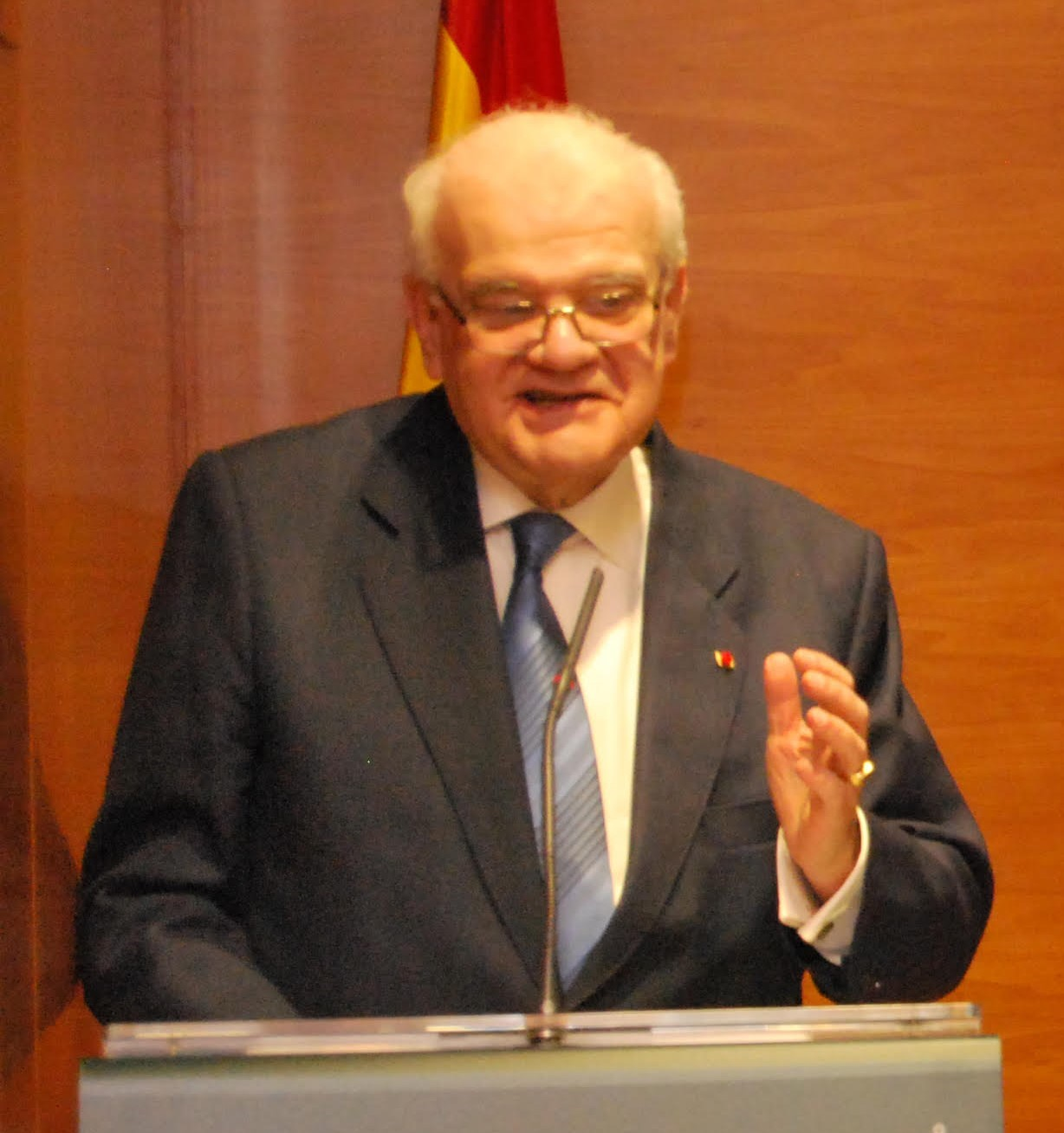
Presentación del libro de José Antonio Ibáñez-Martín "Horizontes para los educadores"

Por otra parte, la nueva situación constitucional española, a partir de 1978, y la experiencia del pluralismo social americano, le llevó a reflexionar sobre los modos que habían de seguirse para conseguir que todos los ciudadanos disfrutaran en libertad del derecho a la educación, rechazando cualquier sistema de privilegio y cualquier estatismo que pretenda configurar el sistema educativo despreciando las convicciones filosóficas, morales, religiosas y pedagógicas de la ciudadanía. Dentro de esas preocupaciones, encontró como especialmente significativas las aportaciones de William Damon y David Carr, en el mundo de una educación moral que no se limita a defender una convivencia justa, las reflexiones de Terry Mc Laughlin y Kenneth Strike sobre la enseñanza de la religión, las ideas de Jean Bethke Elshtain o Michael Sandel, así como las tesis de Rosemary Salomone en sus observaciones sobre la enseñanza diferenciada por sexo.

### Síntesis
Cabría concluir que Ibáñez-Martín siempre ha defendido una filosofía de la educación capaz de iluminar la acción del docente, identificando sus finalidades esenciales, en el respeto a la dignidad del educando, y promoviendo el cultivo de la prudencia, superando el error de creer en recetarios presumiblemente eficaces. Igualmente ha fomentado una política de la educación que, reconociendo la variedad de posiciones que las distintas sensibilidades políticas puedan mantener, se caracterice por compaginar la búsqueda del bien común con la atención hacia las legítimas aspiraciones e iniciativas que los ciudadanos, en una sociedad democrática, deseen expresar.

## Premios
A fines del 2013 el rey Juan Carlos I le concedió la Gran Cruz de Alfonso X el Sabio, que se otorga a quienes poseen excepcionales méritos en los campos de la educación, la ciencia, la cultura, la docencia y la investigación, continuando así una tradición de premios a los más conocidos representantes de las ciencias pedagógicas en España. Anteriormente la recibieron Víctor García Hoz (1981), Antonio Millán-Puelles (2001) y Alejandro Tiana (2008). 
También ha sido galardonado con numerosos premios, entre los que destacan el Premio Nacional de Literatura, que ganó en 1975, el Premio Marqués de la Vega de Armijo, de la Real Academia de Ciencias Morales y Políticas, en el año 1974, y el premio Raimundo Lulio, del Consejo Superior de Investigaciones Científicas.